# Serie A1 GAF 2015
La Serie A1 GAF 2015 è stata la 29ª edizione del massimo campionato italiano di ginnastica artistica femminile, organizzato dalla Federazione Ginnastica d'Italia. L'edizione del 2015 si è svolta in quattro prove, o «tappe», a Ancona, Milano, Firenze e Pesaro, dal 7 febbraio al 9 maggio 2015.

## Squadre partecipanti
L'edizione del 2015 ha previsto 12 squadre partecipanti: a seguito del ritardo di tre società (due in A1 e una in A2) nell'iscrizione ai rispettivi campionati di Serie A, altrettante società avrebbero goduto di un ripescaggio nella serie superiore; per tutelare gli interessi della Nazionale italiana e delle società che organizzano le gare, con un decreto urgente il presidente della Federginnastica, Riccardo Agabio, ha deciso di riammettere le società inadempienti, ripescandone altrettante.

La motivazione è la considerazione che il percorso di preparazione alle competizioni internazionali nell'anno della qualificazione per i giochi olimpici di Rio 2016 potrebbe essere danneggiato dall'assenza delle ginnaste delle società ritardatarie, di cui molte sono parte delle nazionali senior e junior; inoltre la loro assenza avrebbe potuto danneggiare la spettacolarità del campionato, le aspettative degli sponsor, dei media e del pubblico.
- S.S.D.G. Brixia, di Brescia

Numeri di gara:da 11 a 20
- Ginnastica Artistica Lissonese A.S.D., di Lissone

Atlete: Carlotta Ferlito, Elisa Meneghini, Alessia Praz, Sophia Campana, Sofia Arosio

Numeri di gara: da 21 a 30
- S.G. Forza e Virtù 1892 A.S.D., di Novi Ligure

Numeri di gara: da 31 a 40
- A.S.D. Ginnica Giglio, di Montevarchi

Numeri di gara: da 41 a 50
- A.S.D. Pro Lissone Ginnastica, di Lissone

Numeri di gara: da 51 a 60
- Artistica 81 Trieste A.S.D., di Trieste

Numeri di gara: da 61 a 70
- Fratellanza Ginnastica Savonese A.S.D., di Savona

Numeri di gara: da 71 a 80
- S.G.A. Gymnasium A.S.D., di Villorba

Numeri di gara: da 81 a 90
- A.S.D. Juventus Nova Melzo 1960, di Melzo

Numeri di gara: da 91 a 100
- A.S.D. Ginnastica Romana, di Roma (ripescata)

Numeri di gara: da 101 a 110
- A.S.D. Estate 83 Galleria del Tiro, di Travagliato (ripescata)

Numeri di gara: da 111 a 120

## Classifica finale
| Pos. | Squadra                         | Punti | 1ª prova | 2ª prova | 3ª prova | 4ª prova |
| ---- | ------------------------------- | ----- | -------- | -------- | -------- | -------- |
| 1    | Brixia Brescia                  | 100   | 25       | 25       | 25       | 25       |
| 2    | Artistica '81                   | 86    | 22       | 22       | 22       | 22       |
| 3    | GAL Lissone                     | 76    | 16       | 18       | 22       | 20       |
| 4    | Ginnastica Giglio               | 64    | 18       | 20       | 16       | 10       |
| 5    | Forza e Virtù 1892              | 64    | 14       | 16       | 18       | 16       |
| 6    | Pro Lissone Ginnastica          | 62    | 20       | 14       | 10       | 18       |
| 7    | Estate '83                      | 38    | 12       | 8        | 12       | 6        |
| 8    | Fratellanza Ginnastica Savonese | 38    | 2        | 10       | 14       | 12       |
| 9    | Olos Gym 2000                   | 34    | 8        | 12       | 6        | 8        |
| 10   | Gymnasium Treviso               | 30    | 4        | 4        | 8        | 14       |
| 11   | Juventus Nova Melzo             | 24    | 10       | 6        | 4        | 4        |
| 12   | Ginnastica Romana               | 12    | 6        | 2        | 2        | 2        |

Verdetti
- Brixia Brescia Campione d'Italia 2015.
- Brixia Brescia, Artistica '81, GAL Lissone, Ginnastica Giglio qualificate alla Golden League.
- Juventus Nova Melzo e Ginnastica Romana retrocesse in Serie A2.